# 네덜란드-대한민국 관계

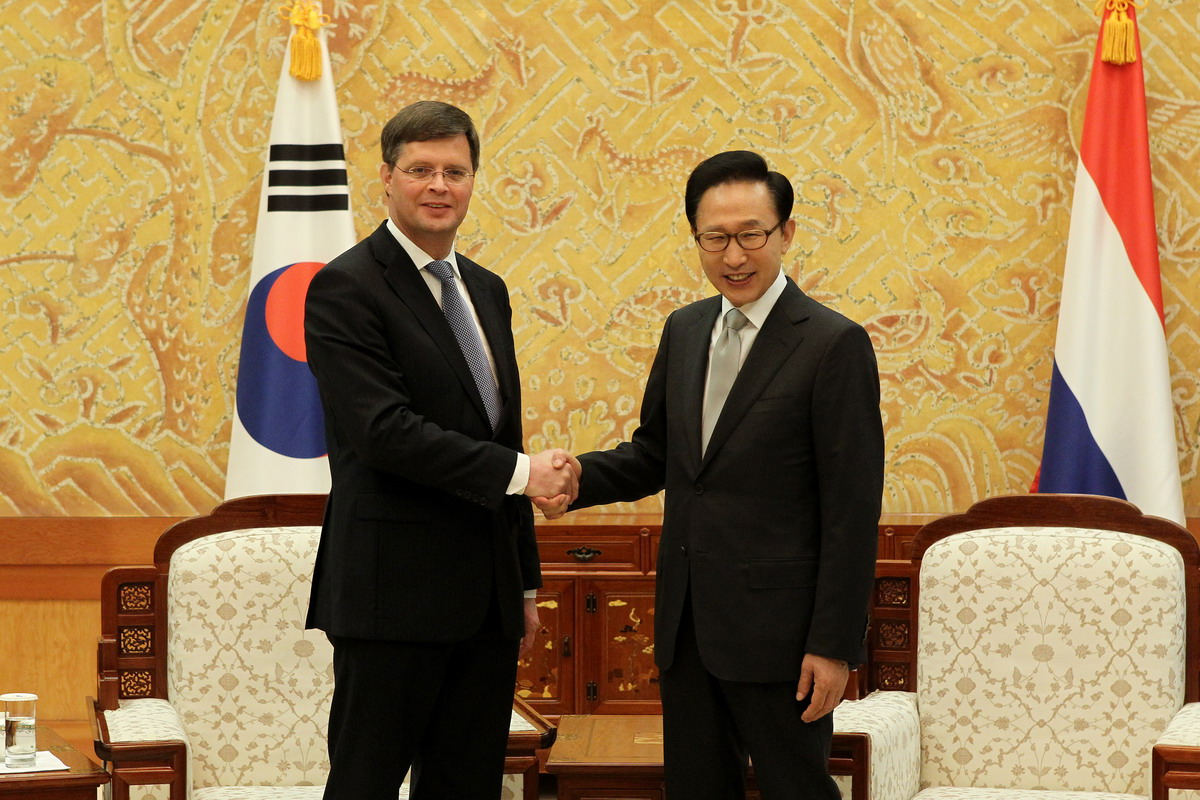
이명박 대통령과 얀 페터르 발케넨더 총리 - 2010년 4월 28일

네덜란드는 조선 시대에 벨테브레가 풍랑을 만나 제주도에 들어온 일, 헨드릭 하멜도 풍랑을 만나 제주도에 도착한 일 등으로 대한민국과 처음으로 만나게 된 유럽 국가이다. 네덜란드는 1949년 7월 25일, 대한민국을 한반도의 유일한 합법 정부로 승인하였으며, 한국 전쟁 때에는 유엔군의 일원으로 참전해 대한민국을 지원하였다. (보병 1개 대대, 군함 1척) 헤이그에 대한민국 대사관(주 헤이그 국제기구 대표부 겸임)이 개설되어 있다. 서울에 주한 대사관이 개설되어 있다. 대한민국의 대(對)네덜란드 수출은 46억2698만USD, 네덜란드의 대(對)대한민국 수출은 44억2550만USD(각 2011년)에 달하여, 네덜란드는 대한민국에 있어서 제27위의 수출국이자 제25위의 수입국이다. 모두 1,771 명(재외국민 1,663명, 시민권자 108 명)의 한민족들이 네덜란드에 거주(2010년 12월 기준)하고 있다.

## 정무
| 대수 | 이 름          | 임기               | 비고                                        |
| ---- | -------------- | ------------------ | ------------------------------------------- |
| 대리 | 안진생(安珍生) | 1969.11 ~ 1971. 2  | 1969. 11. 17 개설                           |
| 〃   | 송광정(宋光楨) | 1971. 2 ~ 1974. 2  |                                             |
| 1    | 최완복(崔完福) | 1974. 2 ~ 1977. 4  |                                             |
| 2    | 연하구(延河龜) | 1977. 5 ~ 1981. 7  |                                             |
| 3    | 윤영교(尹永敎) | 1981. 7 ~ 1983. 6  |                                             |
| 4    | 윤하정(尹河珽) | 1983. 6 ~ 1986. 3  |                                             |
| 5    | 한우석(韓宇錫) | 1986. 3 ~ 1987. 2  |                                             |
| 6    | 윤억섭(尹億燮) | 1987. 2 ~ 1989. 9  |                                             |
| 7    | 최상섭(崔常燮) | 1989. 9 ~ 1992. 8  |                                             |
| 8    | 임인조(林寅造) | 1992. 8 ~ 1995. 8  |                                             |
| 9    | 김경철(金庚哲) | 1995. 8 ~ 1997. 2  |                                             |
| 10   | 권인혁(權仁赫) | 1997. 2 ~ 1998. 5  |                                             |
| 11   | 송영식(宋永植) | 1998. 5 ~ 2000. 7  |                                             |
| 12   | 김용규(金龍圭) | 2000. 7 ~ 2003. 6  |                                             |
| 13   | 엄근섭(嚴勤燮) | 2003. 6 ~ 2006. 2  | 2005. 4. 15부터 주헤이그국제기구대표부 겸임 |
| 14   | 최종무(崔鍾武) | 2006. 2 ~ 2008. 9  |                                             |
| 15   | 김영원(金永元) | 2008. 9 ~ 2011. 9  |                                             |
| 16   | 이기철         | 2011. 9 ~ 2014. 11 |                                             |
| 17   | 최종현         | 2014. 11 ~ 2017. 4 |                                             |
| 18   | 이윤영         | 2017. 4 ~          |                                             |

## 사회
얼마 전에는 일본군 위안부 결의안을 채택한 최초의 유럽 국가가 되기도 하였는데, 제2차 세계 대전 당시 일본군에게 점령당한 인도네시아 (당시 네덜란드령 동인도)의 네덜란드 여성들도 조선의 여성들처럼 일본군 위안부 생활을 강요당했기 때문이다.

## 경제
네덜란드는 유럽 국가 중 최초로 대한민국에 투자한 국가이기도 하며, IMF 사태 때에도 필립스전자 등의 네덜란드 기업들은 대한민국을 떠나지 않았다.

## 스포츠
2002년 월드컵에서 대한민국 축구 국가대표팀의 감독으로 네덜란드 출신의 거스 히딩크가 부임하고, 본선에서 4강 신화를 이룩할 때 네덜란드의 국민들이 네덜란드가 포르투갈과 아일랜드에 밀려 본선에 진출하지 못한 아쉬움을 대한민국 대표팀에 대한 응원으로 대신하면서 매우 가까워졌다. 3년 후인 2005년 네덜란드에서 개최된 20세 이하 세계 청소년 축구 선수권 대회에서도 대한민국 팀에 대한 응원이 많았으며, 특히 조별리그 2차전 나이지리아와의 경기에서 대한민국이 극적인 2:1 역전승을 거두자 네덜란드 관중들이 환호하는 장면이 TV에 포착되었었다. 대한민국 축구 국가대표팀 감독에 거스 히딩크 (네덜란드 파르세벌트 출신), 조 본프레레 (네덜란드 마스트리흐트 출신), 딕 아드보카트 (네덜란드 헤이그 출신), 핌 베어벡 (네덜란드 로테르담 출신) 4명의 네덜란드인이 차례로 임명되었다. 허정무, 박지성, 이영표, 이천수 석현준 등이 네덜란드 축구 리그인 에레디비시에 진출하였고 박지성이 PSV 에인트호번에서 맹활약 했었다.
2008년 하계 올림픽 야구에서 네덜란드가 대한민국에게 콜드 게임 패배를 당한 기록이 있었으나 2013년 월드 베이스볼 클래식과 2017년 월드 베이스볼 클래식에서는 네덜란드는 대한민국에 5 - 0으로 승리하였다.
헨슬리 뮬렌과 릭 판 덴 휘르크는 KBO 리그에서 활동한 네덜란드인 선수였다.

## 교통
| 서울/인천 \|\| align=center\|ICN \|\| align=center\|RKSI \|\| 인천    | ○대한항공(1개) : 암스테르담 |
| 암스테르담 \|\| align=center\|AMS \|\| align=center\|EHAM \|\| 스키폴 | ○KLM(1개) : 서울/인천       |

## 같이 보기
- 대한민국의 대외 관계
- 재네덜란드 한국인